# Liste der Naturdenkmäler in Welschnofen
Die Liste der Naturdenkmäler in Welschnofen (italienisch Nova Levante) enthält die sechs als Naturdenkmal ausgewiesene Objekte auf dem Gebiet der Gemeinde Welschnofen in Südtirol.
Basis ist das im Internet einsehbare offizielle Verzeichnis der Naturdenkmäler in Südtirol (Stand: 23. Januar 2015). Dabei kann es sich um botanische, geologische oder hydrologische Naturdenkmäler handeln. Die Reihenfolge in dieser Liste orientiert sich an der ID, alternativ ist sie auch nach dem Namen sortierbar.

## Liste
| Foto |                 | Name                                 | Standort                                                                                                 | Beschreibung                                                                                           |
| ---- | --------------- | ------------------------------------ | --- | --- |
| ja   | Datei hochladen | Nussbaum beim Kohlerhof ID: 114_G01  | 46° 25′ 42″ N, 11° 30′ 0″ O Welschnofen, Landesstraße Gummer-Welschnofen                                 | Botanisches Naturdenkmal: Walnussbaum                                                                  |
| ja   | Datei hochladen | Bergulme beim Sagererhof ID: 114_G02 | 46° 25′ 55″ N, 11° 32′ 37″ O Welschnofen, Rosengartenstraße                                              | Botanisches Naturdenkmal: Ulme                                                                         |
| BW   | Datei hochladen | Tanne am Schillerhof ID: 114_G04     | 46° 26′ 51″ N, 11° 32′ 22″ O                                                                             | Botanisches Naturdenkmal: Tanne                                                                        |
| ja   | Datei hochladen | Karersee ID: 114_G05                 | 46° 24′ 22″ N, 11° 34′ 38″ O                                                                             | Hydrologisches Naturdenkmal: See mit Wassereinzugsgebiet                                               |
| BW   | Datei hochladen | Schwarzsee ID: 114_G06               | 46° 25′ 0″ N, 11° 35′ 47″ O                                                                              | Hydrologisches Naturdenkmal: Mineralbodenfeuchtgebiet                                                  |
| ja   | Datei hochladen | Buckelwiesen ID: 114_G07             | 46° 26′ 40″ N, 11° 35′ 13″ O ober- und unterhalb der Nigerstraße, am Karerpass und oberhalb der Moseralm | Geologisches Naturdenkmal: Buckelwiese Es wurden mehrere Wiesen an verschiedenen Orten zusammengefasst |

| Foto: | Fotografie des Naturdenkmals. Klicken des Fotos erzeugt eine vergrößerte Ansicht. Daneben finden sich zwei Symbole: |
| ID    | Identifikator bei der Abteilung Natur, Landschaft und Raumentwicklung der Südtiroler Landesverwaltung               |